# Emmanuel de Las Cases
Emmanuel-Augustin-Dieudonné-Joseph, conde de Las Cases (21 de junio de 1766 en el Languedoc- 15 de mayo de 1842) fue un historiador de origen francés. Es conocido por ser la persona que rememora la última conversación de Napoleón Bonaparte en Santa Elena. Él es el autor del libro intitulado "Memorial de Santa Elena".